# The Magical Place
"The Magical Place" ("O Lugar Mágico", no Brasil) é o décimo primeiro episódio da primeira temporada da série de televisão norte-americana Agents of S.H.I.E.L.D., baseada na organização S.H.I.E.L.D. (Superintendência Humana de Intervenção, Espionagem, Logística e Dissuasão, sigla em português) criada pela Marvel Comics. O episódio gira emtorno do personagem Phil Coulson e sua equipe de agentes da S.H.I.E.L.D. que tentam resgatá-lo da Centopeia. Está situado no Universo Cinematográfico Marvel (UCM), compartilhando a continuidade com os filmes e as demais séries de televisão da franquia. O episódio foi escrito por Paul Zbyszewski e Brent Fletcher, e dirigido por Kevin Hooks.
Clark Gregg reprisa seu papel como Coulson, da série de filmes, e é acompanhado pelo elenco regular da série composto por Ming-Na Wen, Brett Dalton, Chloe Bennet, Iain De Caestecker e Elizabeth Henstridge.
"The Magical Place" foi exibido originalmente pela ABC em 7 de janeiro de 2014. De acordo com as estatísticas d osistema de medição de audiências os do Nielsen Media Research, foi assistido por 6,63 milhões de telespectadores e, de acordo com as estatísticas do sistema de mediação de audiências Nielsen Ratings, foi assistido por 6,63 milhões de telespectadores em sua transmissão original nos Estados Unidos.

## Enredo
Dois dias após o sequestro de Coulson, uma força-tarefa liderada pela agente Victoria Hand inicia suas buscas para encontrá-lo, prendendo Vanchat, um comerciante do mercado negro de bens extraterrestres recuperados. Seu metal Chitauri combina com o que é utilizado no soro da Centopeia, então a S.H.I.E.L.D. acredita que ele pode levá-los até Edison Po e Raina. Hand fica enfurecida quando Skye hackeia o banco de dados da S.H.I.E.L.D. para rastrear as finanças da Vanchat e decide tirar Skye do Ônibus logo depois de aumentar a segurança da sua pulseira bloqueadora de internet. Ward, Fitz e Simmons entregam um telefone via satélite para Skye auxiliando-a a evadir de outros agentes até sair do raio de alcance. Quando ela percebe que é incapaz de obter acesso a um sistema de computador sem que ele seja desativado remotamente pela S.H.I.E.L.D., ela se disfarça como uma agente no intuito de chantagear Lloyd Rathman, um empresário corrupto, para que pudesse ajudá-la.
Po leva Coulson para uma cidade abandonada e o interroga usando uma sonda mental para tentar descobrir as circunstâncias de sua ressurreição após a Batalha de Nova York, afirmando que o Clarividente não consegue "ver" o que aconteceu. Quando os esforços de Po demonstram ser ineficazes e o Clarividente o mata, ele coloca Raina para interrogá-lo. Raina trata Coulson com bondade, convencendo-o de que ele também quer saber como ele foi revivido e menciona a morte de seu pai durante sua juventude e a sua relação com a violoncelista, que o Clarividente sabia; Ela também revela que permitiu que a sonda fosse utilizada nela. Eventualmente, Coulson deixa-a usar a máquina nele, despertando suas memórias traumáticas e enterradas.
As informações de Vanchat enviam a equipe da Hand na direção errada, mas Skye rastreia as compras de Raina e descobre onde ela está, antes de se reagrupar com May, Ward, Fitz e Simmons para ir à cidade. Enquanto May e Ward lutam com os soldados da Centopeia que estão guardando a cidade, Skye resgata Coulson e Raina é presa. Coulson remove o dispositivo bloqueador de Skye como forma de agradecimentos e informa a equipe de que agora sua nova missão é rastrear o Clarividente. Mais tarde, ele se encontra com o Dr. Streiten, um dos médicos da S.H.I.E.L.D. que o operaram, e Streiten confirma que as lembranças despertadas em Coulson são verdadeiras: Coulson ficou morto por dias ao invés de minutos, e foi mantido vivo por máquinas que estimularam diretamente seu cérebro com eletricidade até que encontrassem um meio de curá-lo completamente. As suas memórias foram alteradas, então ele acreditava ter passado por uma recuperação agradável no Tahiti.
Em uma cena final, Mike Peterson, que ainda está vivo mas com queimaduras graves em sua perna direita, acorda em um porão e percebe que recebeu um implante ocular, através do qual o Clarividente começa a lhe passar instruções.

## Produção

### Desenvolvimento
Em dezembro de 2014, a Marvel revelou que o título do décimo primeiro episódio da série seria "The Magical Place", e que seria escrito por Paul Zbyszewski e Brent Fletcher, com a direção de Kevin Hooks.

### Escolha do elenco
Em dezembro de 2014, a Marvel anunciou que o elenco principal do episódio seria composto por Clark Gregg, Ming-Na Wen, Brett Dalton, Chloe Bennet, Iain De Caestecker e Elizabeth Henstridge estrelando respectivamente como Phil Coulson, Melinda May, Grant Ward, Skye, Leo Fitz e Jemma Simmons. Também foi revelado que o elenco convidado para o episódio incluiria Saffron Burrows como a agente Victoria Hand, Ron Glass como Dr. Streiten, Ruth Negga como Raina, Rob Huebel como Lloyd Rathman, Aiden Turner como Vanchat, Felisha Terrell como Emily Deville e Cullen Douglas como Edison Po. Burrows, Glass, Negga e Douglas repreisam seus papéis do início da série. J. August Richards também faz uma participação reprisando seu papel como Mike Peterson. Embora Turner seja introduzido neste episódio como Vanchat, o personagem já havia sido mencionado anteriormente na temporada, incluindo em "Pilot" e "Eye Spy".

### Conexões com o Universo Cinematográfico Marvel
Edison Po (Cullen Douglas) é morto no episódio pela tecnologia de paralisia semelhante a que foi utilizada por Obadiah Stane em Homem de Ferro.

## Lançamento

### Transmissão
"The Magical Place" foi exibido originalmente nos Estados Unidos pela rede ABC em 7 de janeiro de 2014.

### Home media
O episódio, juntamente com os demais da primeira temporada de Agents of S.H.I.E.L.D., foi lançado em DVD e Blu-ray em 9 de setembro de 2014. Os recursos de bônus incluem vídeos especiais gravados nos bastidores, comentários de áudio, cenas excluídas entre outros. O conteúdo foi lançado na Região 2 em 20 de outubro e na Região 4 em 11 de novembro de 2014. Em 20 de novembro de 2014, o episódio ficou disponível para transmissão no Netflix.

## Recepção

### Audiência
De acordo com as estatísticas do sistema de medição de audiências Nielsen Ratings, "The Magical Place" foi visto por 6,63 milhões de telespectadores em sua transmissão original nos Estados Unidos. Também conseguiu uma classificação de 2.2/6 no perfil demográfico dos adultos entre as idades de 18 a 49 anos, o que significa que foi assistido por 2.2 por cento de todas as pessoas adultas com faixa etária entre os 18 aos 49 anos nos Estados Unidos, e por 6 por cento de todas as pessoas adultas de 18 a 49 anos de idade assistindo televisão no momento da transmissão.